# Bob Bourdon
Bob Bourdon, est un conteur originaire du Québec. Il est A’tukwewinu, c'est-à-dire conteur traditionnel de la Nation Amérindienne Mi’kmag, en Gaspésie, d'où est originaire sa mère.
Il participe régulièrement à divers festivals de conte de par le monde (Québec, Canada, États-Unis, France, Liban) pour présenter des histoires traditionnelles de la culture dont il est issu.
Il est également l'auteur de deux CD, dont un de chants amérindiens traditionnels.

## Lien
- Site officiel de Bob Bourdon